# Maranata
Maranata (en hebreo: מרנאתא; en koiné: Μαρανα θα, marana tha, o Μαραν αθα, maran atha) corresponde a la transcripción griega de una expresión de origen arameo, compuesta por dos términos, que significa «El Señor viene».

## Maranata en la Biblia

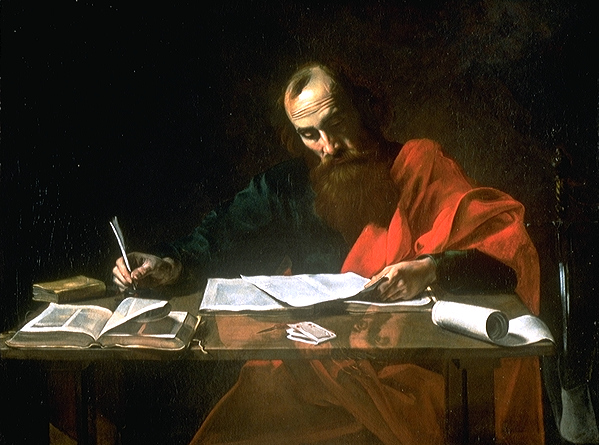
Pablo de Tarso escribiendo sus cartas. Valentín de Boulogne,

Pablo la utilizó al final de su Primera epístola a los corintios 16:22. Parece ser que el apóstol la utilizó en arameo, a pesar de que la epístola fue escrita en griego, porque ya esta había adquirido cierto crédito o circulación entre los creyentes como expresión de la esperanza de la Segunda Venida de Cristo.
En la mayor parte de las versiones de la Biblia —como en los casos de la Biblia de Jerusalén, Biblia Nácar-Colunga, RV 1909 o la versión inglesa KJ— aparece impresa la palabra «Maranatha»:

El que no amare al Señor Jesucristo, sea anatema. Maranatha. (Primera Corintios 16:22, RV1909)

Si alguno no ama al Señor, sea anatema. Maran atha. (Primera epístola a los corintios 16:22, Nácar-Colunga)

El que no quiera al Señor, ¡sea anatema! «Maran atha». (Primera epístola a los corintios 16:22, Biblia de Jerusalén 1976)

En versiones posteriores, la palabra aludida aparece traducida al español, de manera que en las versiones RV 1960 y 1995 aparece como «El Señor viene».

El que no amare al Señor Jesucristo, sea anatema. El Señor viene. (Primera epístola a los corintios 16:22, RV1960)

## Uso entre los cristianos
Los cristianos de la antigüedad la utilizaban como saludo, algo que todavía se acostumbra entre algunas agrupaciones religiosas.
G3134 Maran-atha (μαράν -ἀθά, G3134), expresión utilizada en 1Co 16:22, es la transcripción griega de dos términos arameos, que anteriormente algunos suponían ser una expresión imprecatoria o «una maldición reforzada por una oración», idea que contradicen las indicaciones expresadas por su utilización en los documentos cristianos antiguos, como «La doctrina apostólica», o didaché, documento procedente del siglo I, y las «Constituciones Apostólicas» (vii. 26), donde se usa de la siguiente manera: «Reúnenos en tu Reino que tú has preparado. Maranata, Hosanna al Hijo de David; bendito el que viene en nombre del Señor, etc.».
Un término arameo que significa «Ven Adon». Como quiera que sea, en hebreo Mah-aaron-atah puede significar «estarás en la venida» o «serás reunido en la venida». Tanto la una como la otra son expresiones semíticas comprensibles y escriturales. Algunos mantienen que esta frase en hebreo servía como una palabra codificada entre los creyentes para identificar a sus amigos de sus enemigos. Colocando este dicho aquí, Pablo identifica su amor profundo y amistad incluso para los creyentes israelitas mundanos en Corintio a través de esta palabra codificada.
La primera parte, significa «Señor»; en cuanto a la segunda parte, los Padres la consideraban como un tiempo pretérito, «ha venido». Los modernos expositores la toman como equivalente a un presente, «viene», o futuro, «vendrá». Ciertos eruditos en arameo consideran que la última parte consiste en «tha», e interpretan la frase como una exclamación, «Ven, nuestro Señor» u «Oh, ven Señor». Sin embargo, el carácter del contexto indica que el apóstol está haciendo una declaración en lugar de expresar un deseo o de pronunciar una oración.
En cuanto a la razón de por qué se usaba esta expresión, lo más probable es que fuera una expresión corriente entre los cristianos primitivos, que incluía la consumación de sus deseos.

Al principio el título Marana o Maran, utilizado al dirigirse a Cristo y al referirse a él, no era otra cosa que la respetuosa designación del Maestro por parte de los discípulos». Después de su resurrección utilizaron el título para dirigirse o referirse a él como aplicado a Dios, «pero se tiene que recordar aquí que los judíos de habla aramea no designaban a Dios como «Señor» excepto de manera excepcional; de forma que en la sección «hebrea» de los judios mesianicos la expresión «nuestro Señor» (Marana) se usaba solo con referencia a Cristo.
Dalman, The Words of Jesus